# مدروسه
مدروسه (به عربی: مدروسة) یک شهرداری در الجزایر است که در استان تیارت واقع شده‌است.